# تايوان تحت الحكم الياباني

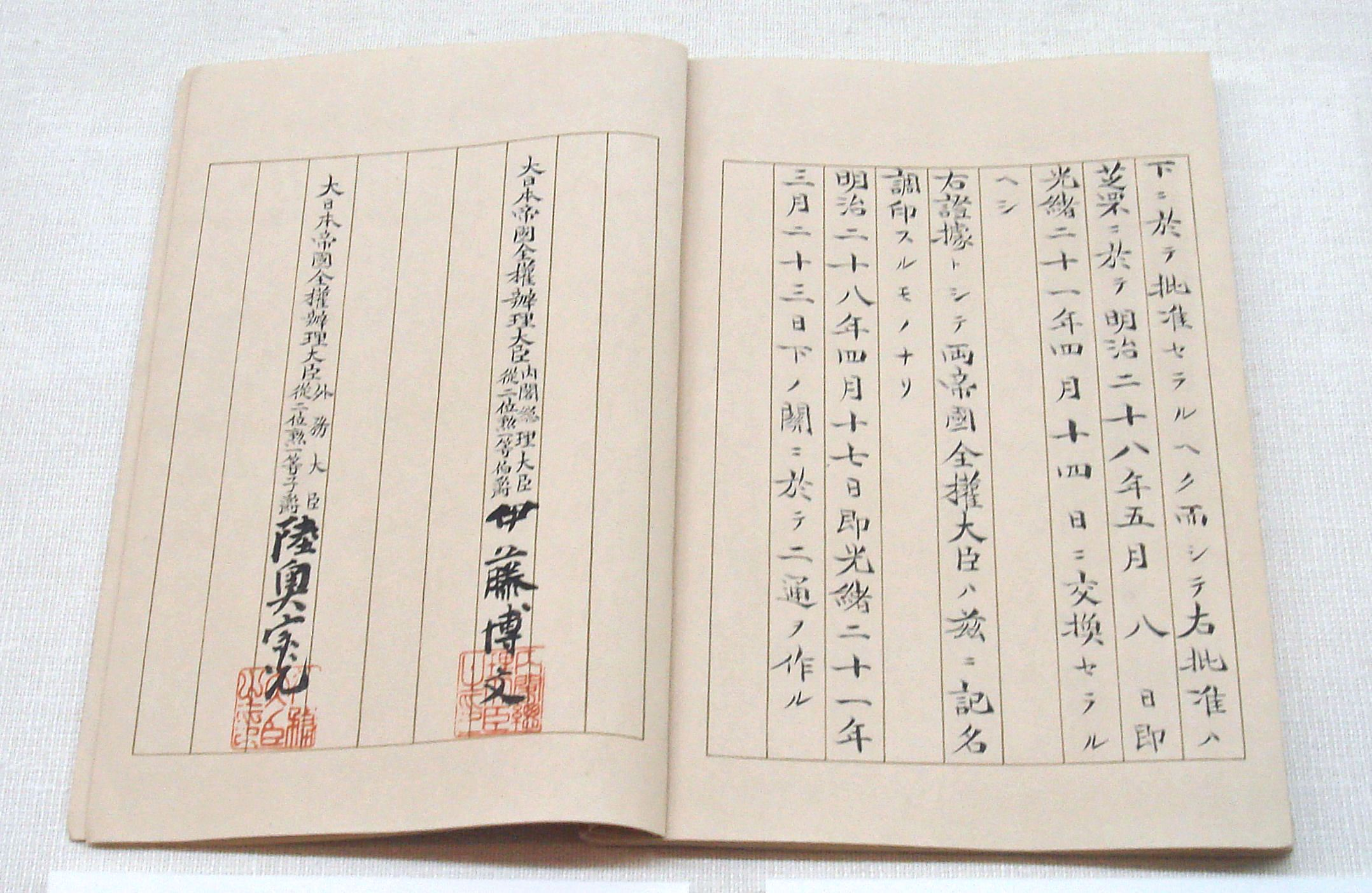
بعد التوقيع على معاهدة شيمونوسيكي تم ضم تايوان للأراضي اليابانية بتاريخ 17 أبريل عام 1895

تايوان تحت الحكم الياباني (باليابانية: 日本統治時代 (台湾)) (بالصينية: 台灣日治時期)، حيث كانت تايوان جزءاً من الإمبراطورية الصينية، وتنازلت عنها الصين بعد الحرب الصينية اليابانية الأولى، وفي عام 1945م وبالتحديد بعد استسلام اليابان في شهر أغسطس، سلَّمت اليابان جزيرة تايوان إلى حكومة جمهورية الصين الوطنية لكون جزيرة تايوان كانت اغتصبت منذ أواخر القرن التاسع عشر.

## فترة الاحتلال
بعد أن فشلت الإمبراطورية الصينية في الحرب الصينية اليابانية الأولى عامي 1894 و1895 ، تنازلت أسرة تشينغ ملكية جزيرة تايوان مع اليابان وفق معاهدة شيمونوسيكي، لم يتخلى التايوانيون عن وطنهم الأم «الصين»، وفي سنة 1911 نظمت جمعية التضامن الذي يرأسه مؤسسه لوه فو شينغ وأرسلت إلى تايوان، وفي 4 من مايو سنة 1919 تأثر التايوانيون لدعوة الحركة الصينية للخلاص من الهيمنة اليابانية في تايوان، وقام التايوانيون بإعلان الثورة في أوائل عام 1920 ورغبتهم في الخلاص من الوجود الياباني.

## الحرب العالمية الثانية
إن إعلان القاهرة التي صدرتها بلدان التحالف كل من الرئيس الأمريكي روزفلت ورئيس الوزراء البريطاني ونستون تشرشل ونظيره الصيني، والتي دعت لتجريد اليابان من تلك الأراضي والجزر التي أخذت بالقوة في المحيط الهادئ، وإعادة الأراضي التي ضمت إلى اليابان لحكومتي الصين والأراضي الكورية، وكررت كذلك بلاغ بوتسدام والتي ضمها كذلك الاتحاد السوفيتي بتاريخ 27 يوليو سنة 1945م والتي تؤكد أن إعلان القاهرة موضع التنفيذ.

## التاريخ

### خلفية
سعت اليابان إلى توسيع سيطرة إمبراطوريتها على تايوان (المعروفة عندهم سابقًا باسم دولة الجبال) منذ عام 1592 عندما اتخذ تويوتومي هيده-يوشي سياسة التوسّع الخارجي، وتوسيع نطاق الوجود الياباني إلى الجنوب، ولكن لم تنجح عدة محاولات لغزو تايوان، ويرجع ذلك أساسًا إلى انتشار الأمراض، والمقاومة المسلحة للسكان الأصليين للجزيرة، ثم في عام 1906 أرسلت شوغونية توكوغاوا القائد أريما هارونوبو في مهمة استكشافية للجزيرة، وفي عام 1616 حاول موراياما توان أن يغزو الجزيرة، لكنه لم ينجح.
في نوفمبر 1871 اضطر 69 شخصًا كانوا على متن سفينة قادمة من مملكة ريكيو أن يرسوا على برّ الساحل الجنوبي لتايوان بسبب الرياح القوية، وحدثت صراعات بينهم وبين السكان الأصليين «بايوان»، وقُتل الكثير منهم، وفي أكتوبر 1872 طلبت اليابان تعويضًا من أسرة تشينغ الصينية مدعية بأن مملكة ريكيو كانت جزءًا من اليابان، وفي مايو 1873 وصل دبلوماسيون يابانيون إلى بكين، وطرحوا مطالبهم، ولكن رفضت الحكومة الصينية هذه المطالب على الفور؛ على أساس أن مملكة ريكيو في ذلك الوقت كانت دولة مستقلة، وليس لها علاقة باليابان، ولكن رفض اليابانيون المغادرة، وسألوا عما إذا كانت الحكومة الصينية ستعاقب هؤلاء «البرابرة في تايوان».
أوضحت سلطات تشينغ أنه هناك نوعين من السكان الأصليين في تايوان، أولئك الذين تحت حكم تشينغ المباشر، وأولئك البرابرة غير التابعين للثقافة الصينية، بالتالي لا يمكن تنظيمهم بشكل مباشر، وأوضحوا بشكل غير مباشر أنه يجب على المسافرين إلى تلك المناطق التي يسكنها السكان الأصليون توخي الحذر، وأشار تشينغ بأن جزءًا من السكان الأصليين لتلك الجزيرة غير خاضعين للحكومة الصينية، وأنه يوجد حالات مماثلة في جميع أنحاء العالم.
مع ذلك انطلق اليابانيون برحلة استكشافية إلى تايوان، ضمّت 3000 جندي في أبريل 1874، وفي نفس العام بدأت أسرة تشينغ بإرسال قوات تعزيزية إلى الجزيرة، وفي نهاية العام قررت الحكومة اليابانية سحب قواتها بعد أن أدركت أنها ما تزال غير قادرة على خوض الحرب مع الصين.

### التخلي عن تايوان (1895)

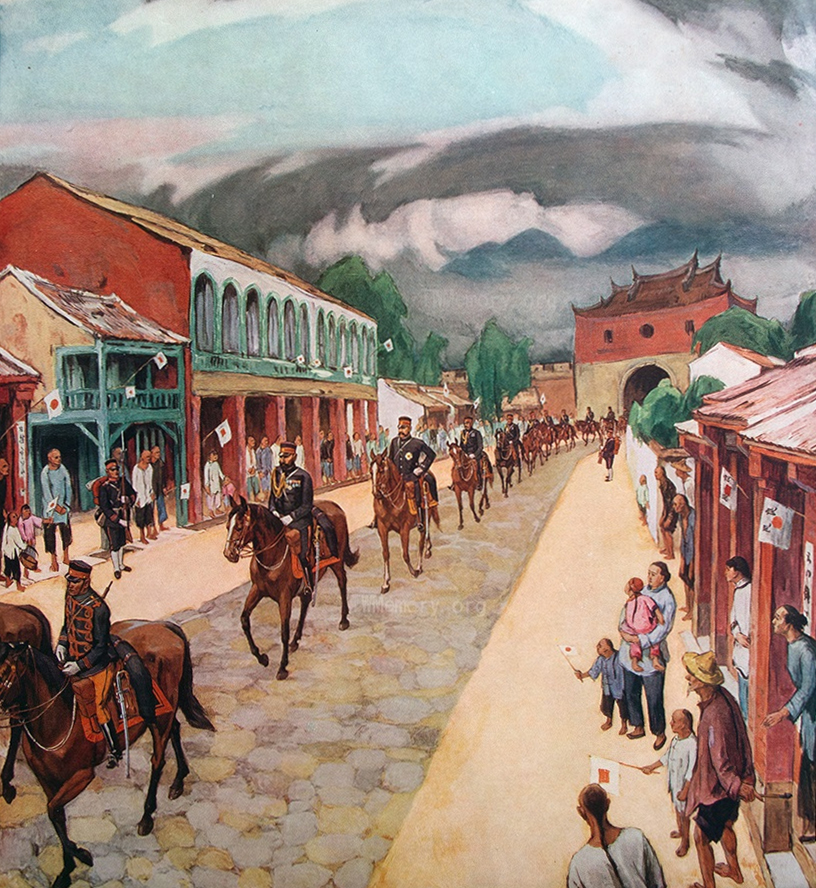
لوحة تصور دخول الجنود اليابانيين إلى تايبيهعام 1895 عقب إبرام معاهدة شيمونوسيكي

في حلول تسعينيات القرن التاسع عشر كان حوالي 45% من تايوان تابعة للإدارة الصينية، بينما كانت المناطق الداخلية ذات الكثافة السكانية المنخفضة خاضعة لسيطرة السكان الأصليين.
اندلعت الحرب الصينية اليابانية الأولى بين أسرة تشينغ الصينية، واليابان في عام 1894 بعد نزاع على سيادة كوريا، وبعد هزيمتها، تنازلت الصين عن جزيرتي تايوان، وبنغهو إلى اليابان في معاهدة شيمونوسيكي التي وُقّعَت في 17 أبريل 1855، ووفقًا للمعاهدة تتنازل الصين عن تايوان، وبنغهو إلى اليابان للأبد، وكان على الحكومتين إرسال ممثلين عنهما إلى تايوان فور التوقيع لبدء عملية الانتقال، التي كان من المقرر أن تكتمل خلال شهرين.
لأن الصينيين تنازلوا عن تايوان بموجب معاهدة، أشار البعض إلى هذه الفترة بأنها «فترة استعمارية»، ولكن أسماها البعض بأنها «فترة احتلالية»؛ لأنها جاءت تتويجًا لفوز اليابان في الحرب، وجرى الاحتفال بالفوز على متن سفينة، بسبب خشية المندوب الصيني من انتقام سكان تايوان.
عند وصولها إلى تايوان، أعطت الحكومة الاستعمارية اليابانية الجديدة السكان مهلة عامين لاختيارهم قبول وضعهم الجديد باعتبارهم مواطنين يابانيين، أو مغادرة البلاد.

### السنوات المبكرة من عام 1895 حتى 1915

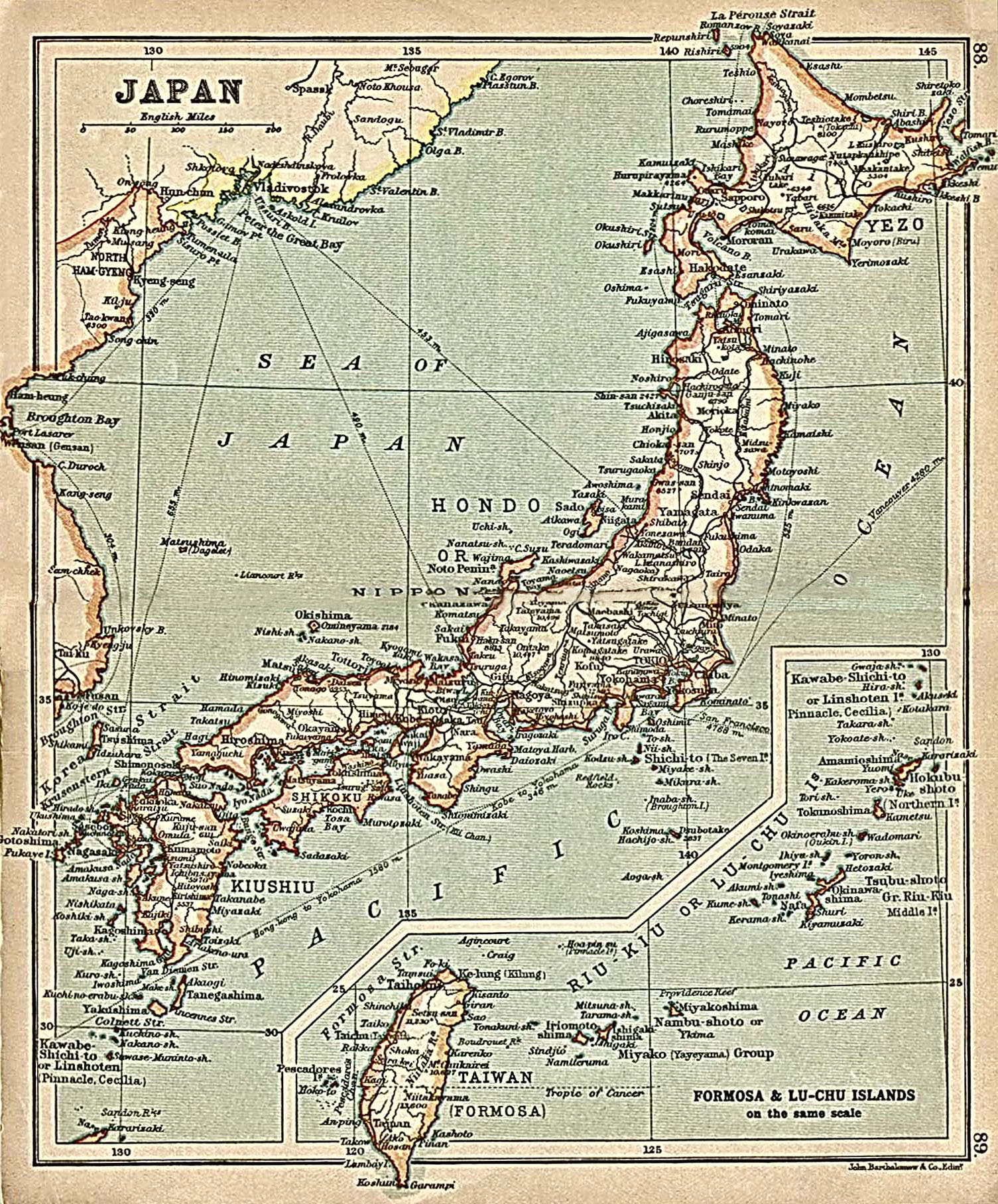
خريطة لأرخبيل اليابان تعود لعام 1911شاملةً جزيرة فورموزا (تايوان)

تشير السنوات المبكرة للإدارة اليابانية في تايوان إلى الفترة ما بين وصول القوات اليابانية في مايو 1895 حتى حادثة تاباناي في عام 1915 التي مثّلت النقطة التي وصلت بها المقاومة المسلّحة إلى أوجها، وخلال هذه الفترة كانت المقاومة الشعبية ضد الحكم الياباني كبيرة، وكان العالم يتساءل عما إذا كان ممكنًا لدولة ليست غربية كاليابان أن تحكم مستعمرة خاصة بها، حتى إنه في عام 1897 ناقش البرلمان الياباني فكرة بيعه تايوان إلى فرنسا، وخلال هذه الفترة كان حاكم تايوان العام جنرالًا عسكريًا بهدف التركيز على قمع التمرد.
في عام 1898 عينت حكومة ميجي في اليابان الكونت كوداما جينتارو في منصب الحاكم العام، وكان معه السياسي المدني الموهوب غوتو شينبي رئيسًا للشؤون الداخلية، واتّبعوا طريقة «الجزرة والعصا» في الحكم الذي استمر عدة سنوات.
وُجدت نظرتان لطريقة حكم اليابان لتايوان، الأولى دعمها غوتو، الذي رأى أنه لا يمكن استيعاب السكان الأصليين بشكل كامل، بالتالي يجب على اليابان أن تتبع النهج البريطاني، وعدم حكم تايوان بنفس الطريقة التي تُحكَم بها جزر الوطن، بل بمجموعة جديدة تمامًا من القوانين، ووجهة النظر الثانية دعمها رئيس الوزراء المقبل هارا تاكاشي، الذي كان يرى أن التايوانيين، والكوريين يشبهون اليابانيين لدرجة كافية من أجل استيعابهم بشكل كامل في المجتمع الياباني، وبذلك كانوا يدعمون استخدام نفس القوانين في هذه المستعمرات.
اتُّبعت السياسة التي دافع عنها غوتو خلال فترة رئاسته للشؤون الداخلية بين مارس 1898 ونوفمبر 1906، واستمر ذلك حتى أصبح هارا تاكاشي رئيسًا للوزراء في عام 1918.

### دوكا: الدمج (1915-1937)
تُصنّف الفترة الثانية من الحكم الياباني بأنها تمتد من نهاية حادث تاباناي عام 1915 حتى حادث جسر ماركوبول لعام 1937، الذي بدأ بمشاركة اليابان فيما أصبح لاحقًا الحرب العالمية الثانية.
ستغيّر الأحداث العالمية في هذه الفترة (كالحرب العالمية الأولى) مفهوم الاستعمار الغربي جذريًا، فقد بدأت الحكومات الاستعمارية في جميع أنحاء العالم في تقديم تنازلات أكبر للسكان الأصليين.
كان المناخ الياباني يشهد تغيرات أيضًا خلال هذا الوقت، ففي منتصف عام 1910 أصبحت الحكومة اليابانية ديمقراطية بما يعرف بفترة تايشو (1912-1925)، وعُيّن دين كينيجرو ليكون أول حاكم مدني عام لتايوان، الذي اجتمع قبل مغادرته إلى تايوان مع رئيس الوزراء هارا تاكاشي، ووافق الرجلان على اتباع سياسة الاستيعاب، واعتبار تايوان امتدادًا للجزر الرئيسة، وأُعلن عن السياسة الجديدة رسميًا في أكتوبر 1919، واستمرت هذه السياسة حوالي 20 عامًا.

#### الدبلوماسية الصينية
كانت القنصلية العامة لجمهورية الصين في تايهوكو (تايبيه حديثًا) بعثة دبلوماسية لحكومة جمورية الصين التي افتُتحت في 6 أبريل 1931، وأغلقت بعد تسليم تايوان إلى جمهورية الصين عام 1945، وفي 17 مايو 1930 عينت وزارة الخارجية الصينية لين شاو نان قنصلًا عامًا، ويوان تشيا تا نائب للقنصل العام.

### الديموقراطية
كان للتايوانيين مقاعد في مجلس النواب، وكان هناك مواطنون تايوانيون في الهيئة التشريعية أيضًا مثل كو هسين جونغ، ولين هسين تانغ، وقُدّم النظام الديمقراطي للشعب التايواني استجابةً لمطالبه، وتأسّست المجالس المحلية في عام 1935.

### كومينكا: الخضوع للإمبراطور (1937-1945)
تجدّد الحكم الياباني لتايوان من خلال الحرب الصينية اليابانية الثانية في عام 1937، وانتهى مع انتهاء الحرب العالمية الثانية في عام 1945، وسعت اليابان بعد سيطرتها العسكرية على تايوان إلى استخدام كل موارد تايوان المتاحة في الحرب، ولتحقيق ذلك كان يجب أن يضمنوا تعاون التايوانيين معهم، فحُظرَت الحركات المُجتمعية السابقة، وكرّست الحكومة جهودها الكاملة لما يُعرَف بحركة كومينكا التي كان هدفها إضفاء طابع ياباني على المجتمع التايواني، فشُجّع التايوانيين على التحدث باللغة اليابانية، وارتداء الملابس اليابانية، وفي عام 1940 صدرت قوانين تدعو إلى تبني الأسماء اليابانية، وفي 1942 شُجّع التايوانيون على التطوع في الجيش، والبحرية اليابانية، وفي عام 1945 أُمر بذلك على نطاق واسع.
تكبّدت تايوان الكثير من الخسائر المادية، والبشرية في الحرب، إضافة إلى تدهور الاقتصاد، وانخفاض الإنتاج الزراعي، والصناعي.